# Maria Martinez
Maria Martinez (ur. 23 grudnia 1985) – andorska lekkoatletka specjalizująca się w skoku o tyczce.

## Osiągnięcia
- reprezentantka Andory w zawodach Pucharu Europy i Drużynowych mistrzostw Europy
- wielokrotna mistrzyni i rekordzistka kraju

## Rekordy życiowe
- skok o tyczce – 2,90 (2008) rekord Andory
- skok o tyczce (hala) – 2,60 (2004)